# Sericothrips staphylinus
Sericothrips staphylinus är en insektsart som beskrevs av Alexander Henry Haliday 1836. Sericothrips staphylinus ingår i släktet Sericothrips, och familjen smaltripsar. Arten är reproducerande i Sverige.